# Julia Brandtner
Julia Brandtner (ur. 7 lutego 1988 w Wiedniu) – austriacka piłkarka, grająca na obronie. Obecnie występuje w SV Neulengbach. W piłkę gra od szóstego roku życia. Ma za sobą występy w kadrze U-19 oraz Lidze Mistrzów.